# Pasindu Kumara
Kalawila Vithanage Pasindu Kavinda Kumara是斯里兰卡翻译家，也是斯里兰卡语言研究中心的创始人。他为使包括 Facebook 在内的许多平台都可以使用僧伽罗语所做的努力在斯里兰卡人民中广为人知。 

## 早期生活
Pasindu Kumara 出生于斯里兰卡的科伦坡。他去了 Hewavitharana Maha Vidyalaya。

## 僧伽罗语 Facebook
2014 年，数百万斯里兰卡人使用 Facebook，但缺乏母语僧伽罗语的支持，Pasindu 看到了将 Facebook 平台转换为僧伽罗语的机会，当时斯里兰卡用户已使用数百万的僧伽罗语，但起初这是一项非常困难的工作。他决定向 Facebook 提出请求，称僧伽罗语在斯里兰卡有数百万用户使用，但缺乏对僧伽罗语的支持，并于 2014 年 2 月被 Facebook 翻译团队接受。 Pasindu 从 3 月开始将 Facebook 翻译成僧伽罗语，他终于在 5 月完成了翻译，然后他要求团队发布该语言并让全世界的僧伽罗语用户都可以使用。  2014 年，许多报纸和媒体都报道了他为僧伽罗语社区所做的工作。  

## 个人生活
Pasindu 喜欢翻译。

## 相关页面
- 僧伽罗语
- Facebook 创始人马克扎克伯格